# Sant Ildefons
Sant Ildefons - stacja metra w Barcelonie, na linii 5. Stacja została otwarta w 1976.